# 들여다봄
들여다봄은 바둑에서 '상대방 돌의 연결'을 끊거나(끊음) 들여다본 돌을 다시 다른 곳에 활용할 목적으로 한칸뜀의 가운데, 맥점 또는 '모양의 급소', 호구자리의 벌린 곳 등에 두어 들여다보면서 상대가 스스로 잇도록 강요(위협)하는 수단이다.